# Yan Naing Oo
Yan Naing Oo (ရန်နိုင်ဦး; 31 marzo 1996) è un calciatore birmano, centrocampista dello Yangon Utd.

## Carriera

### Club
Nel 2015 gioca nello Zeyar Shwe Myay. Nel 2016 si trasferisce allo Shan United, con la cui maglia nel corso degli anni gioca anche 2 partite nei turni preliminari di AFC Champions League e 12 partite in Coppa dell'AFC.

### Nazionale
Ha giocato 5 partite nel campionato asiatico Under-19 del 2014, al termine del quale la Birmania ha ottenuto la qualificazione ai Mondiali Under-20 del 2015, per i quali è stato successivamente convocato.
Il 30 maggio 2015 ha esordito nei Mondiali Under-20 disputando da titolare la partita persa per 2-1 dalla sua Nazionale contro i pari età degli Stati Uniti; nel corso della gara ha anche segnato l'unica rete della sua squadra. Disputa da titolare anche la seconda partita della fase a gironi, persa per 6-0 contro l'Ucraina, e la terza ed ultima partita, persa per 5-1 contro i padroni di casa della Nuova Zelanda il 5 giugno.
Nel 2016 esordisce con la nazionale maggiore, con cui anche negli anni seguenti continua a giocare con regolarità.

## Statistiche

### Cronologia presenze e reti in nazionale
| Cronologia completa delle presenze e delle reti in nazionale ― Birmania | Cronologia completa delle presenze e delle reti in nazionale ― Birmania | Cronologia completa delle presenze e delle reti in nazionale ― Birmania | Cronologia completa delle presenze e delle reti in nazionale ― Birmania | Cronologia completa delle presenze e delle reti in nazionale ― Birmania | Cronologia completa delle presenze e delle reti in nazionale ― Birmania | Cronologia completa delle presenze e delle reti in nazionale ― Birmania | Cronologia completa delle presenze e delle reti in nazionale ― Birmania |
| Data                                                                    | Città                                                                   | In casa                                                                 | Risultato                                                               | Ospiti                                                                  | Competizione                                                            | Reti                                                                    | Note                                                                    |
| ----------------------------------------------------------------------- | ----------------------------------------------------------------------- | ----------------------------------------------------------------------- | ----------------------------------------------------------------------- | ----------------------------------------------------------------------- | ----------------------------------------------------------------------- | ----------------------------------------------------------------------- | ----------------------------------------------------------------------- |
| 11-6-2021                                                               | Osaka                                                                   | Birmania                                                                | 1 – 8                                                                   | Kirghizistan                                                            | Qual. Mondiali 2022                                                     | -                                                                       | 24’                                                                     |
| Totale                                                                  |                                                                         | Presenze                                                                | 1                                                                       |                                                                         | Reti                                                                    | 0                                                                       |                                                                         |